# Kilmallock
Kilmallock (iriska: Ráth Caola) är ett samhälle i den södra delen av grevskapet Limerick i Republiken Irland, nära gränsen till grevskapet Cork. I närheten av orten finns ett kloster. Genom Kilmallock går järnvägslinjen Dublin-Cork, men stationen är stängd. 